# San Carlos del Valle (kommunhuvudort)
San Carlos del Valle är en kommunhuvudort i Spanien.   Den ligger i provinsen Provincia de Ciudad Real och regionen Kastilien-La Mancha, i den centrala delen av landet, 180 km söder om huvudstaden Madrid. San Carlos del Valle ligger 758 meter över havet och antalet invånare är 1 215.

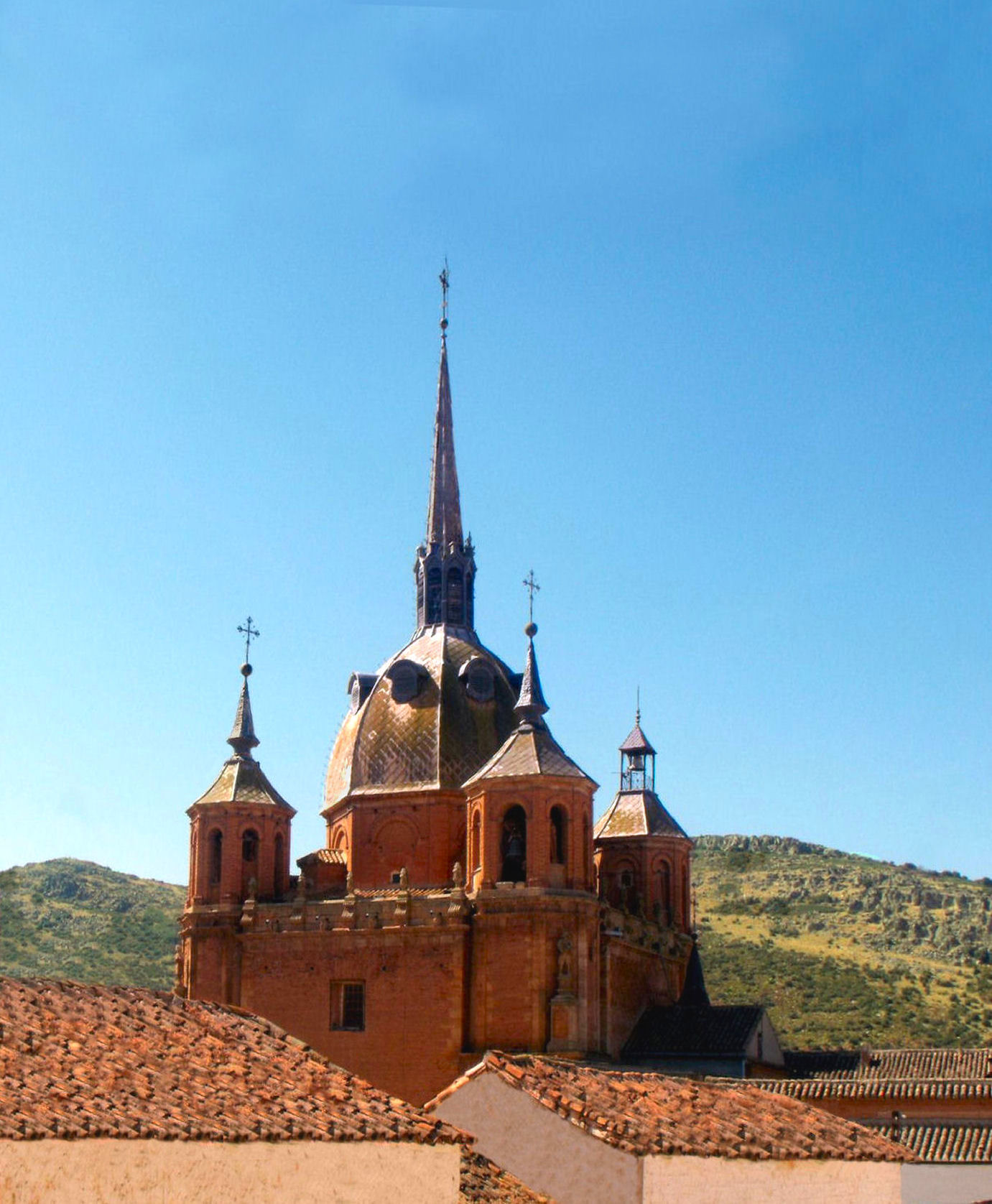
Kyrkan San Carlos del Valle

Terrängen runt San Carlos del Valle är varierad. Runt San Carlos del Valle är det glesbefolkat, med 11 invånare per kvadratkilometer. Närmaste större samhälle är La Solana, 11,1 km norr om San Carlos del Valle. Trakten runt San Carlos del Valle består till största delen av jordbruksmark.